# Thylactomimus albolateralis
Thylactomimus albolateralis är en skalbaggsart som beskrevs av Stefan von Breuning 1959. Thylactomimus albolateralis ingår i släktet Thylactomimus och familjen långhorningar. Inga underarter finns listade i Catalogue of Life.